# Stagmomantis carolina
Stagmomantis carolina ist eine Fangschrecke aus der Familie der Mantidae. Im Englischen wird die Art häufig als Carolina Mantis bezeichnet und ist darüber hinaus auch das Staatsinsekt des US-Bundesstaates South Carolina.

## Merkmale

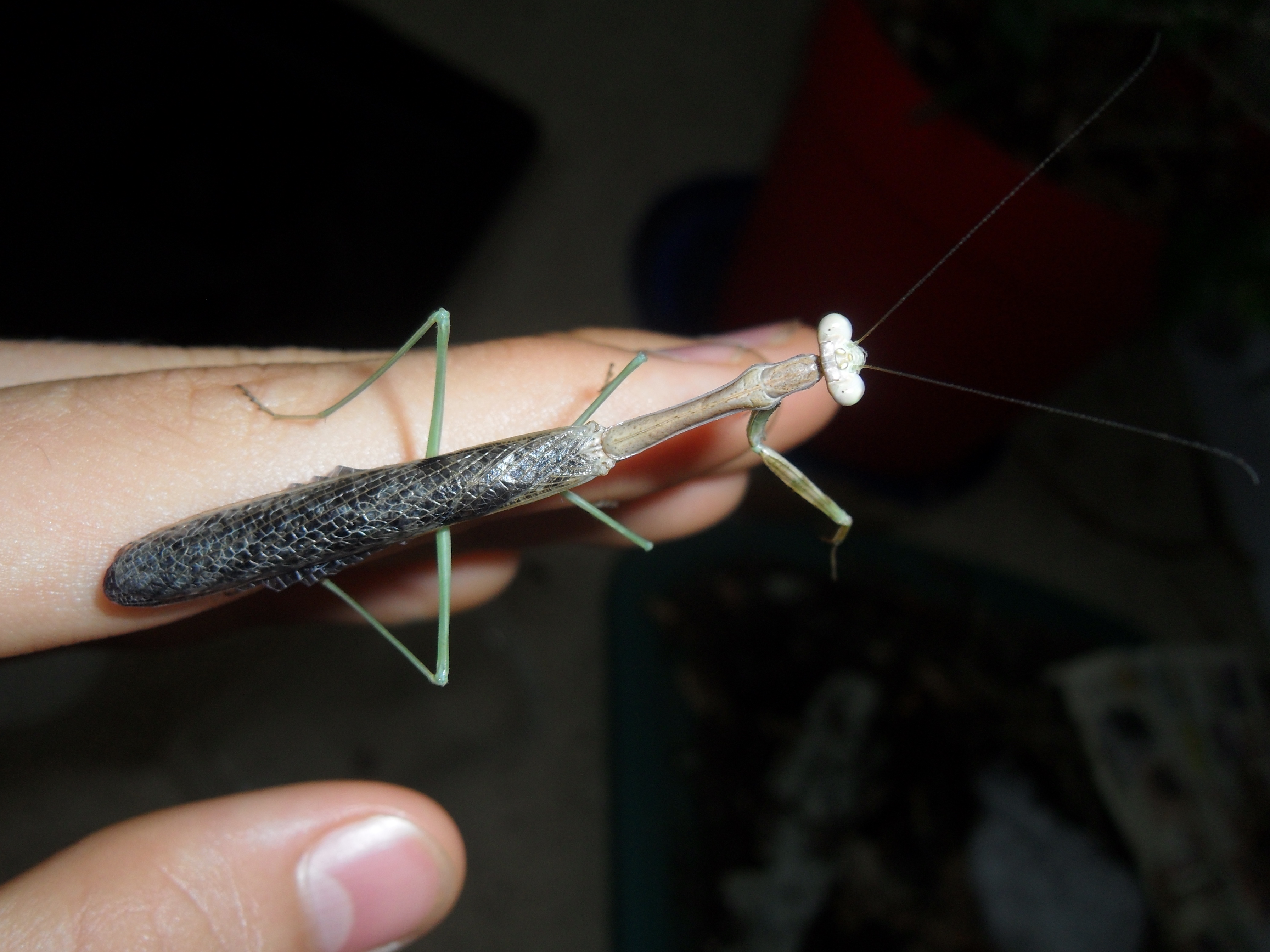
Männchen

Ausgewachsene Exemplare von Stagmomantis carolina erreichen durchschnittlich eine Länge von 48 bis 57 Millimetern, gelegentlich bis zu 70 Millimetern, womit sie zu den kleinen bis mittelgroßen Fangschrecken gezählt werden. Wie bei anderen Fangschrecken ist auch hier das Weibchen im Regelfall größer. Der Körperbau der Art ist weitestgehend mit dem anderer Arten der Familie identisch, wobei allerdings der Thorax, verglichen mit anderen Vertretern, im Verhältnis länger und das Abdomen vergleichsweise kurz ausfällt (die Länge von Kopf und Thorax zusammen entspricht fast der Länge des Abdomens) und der Kopf deutlich mehr in die Breite gebaut ist. Wie bei vielen Fangschrecken unterscheiden sich auch die Geschlechter von Stagmomantis carolina stark voneinander. Das hellgrün oder braun gefärbte Weibchen ist breiter gebaut, verfügt nur über sechs Abdominalsegmente und die Flügel sind hier vergleichsweise kurz und reichen in ihrer Länge etwas über die Hälfte des Abdomens. Das schmaler gebaute Männchen ist meist von brauner Färbung, besitzt acht Hinterleibssegmente und seine Flügel reichen über die Spitze des Abdomens hinaus, womit es im Gegensatz zum Weibchen flugfähig ist. An der Unterseite der Hinterflügel befinden sich bei beiden Geschlechtern große schwarze Augenflecken. Die Innenseiten der Fangarme zeigen gelbe Augenzeichnungen. Sie können einem Fressfeind als Drohung entgegengestreckt werden.

## Vorkommen
Stagmomantis carolina ist in Nord- und Zentralamerika verbreitet und ist in vielen Gebieten der Vereinigten Staaten sowie in Teilen Mittelamerikas nachgewiesen, wo sie überwiegend die Ostküste bewohnt. Das Verbreitungsgebiet endet nördlich etwa in Illinois und westlich in Utah, südlich reicht es bis nach Costa Rica. Die anpassungsfähige Art bewohnt überwiegend Wiesenlandschaften, jedoch auch Gärten, wo sie sich bevorzugt auf niedrigen Sträuchern, krautigen Pflanzen und Blütenpflanzen aufhält.

### Bedrohung und Schutz

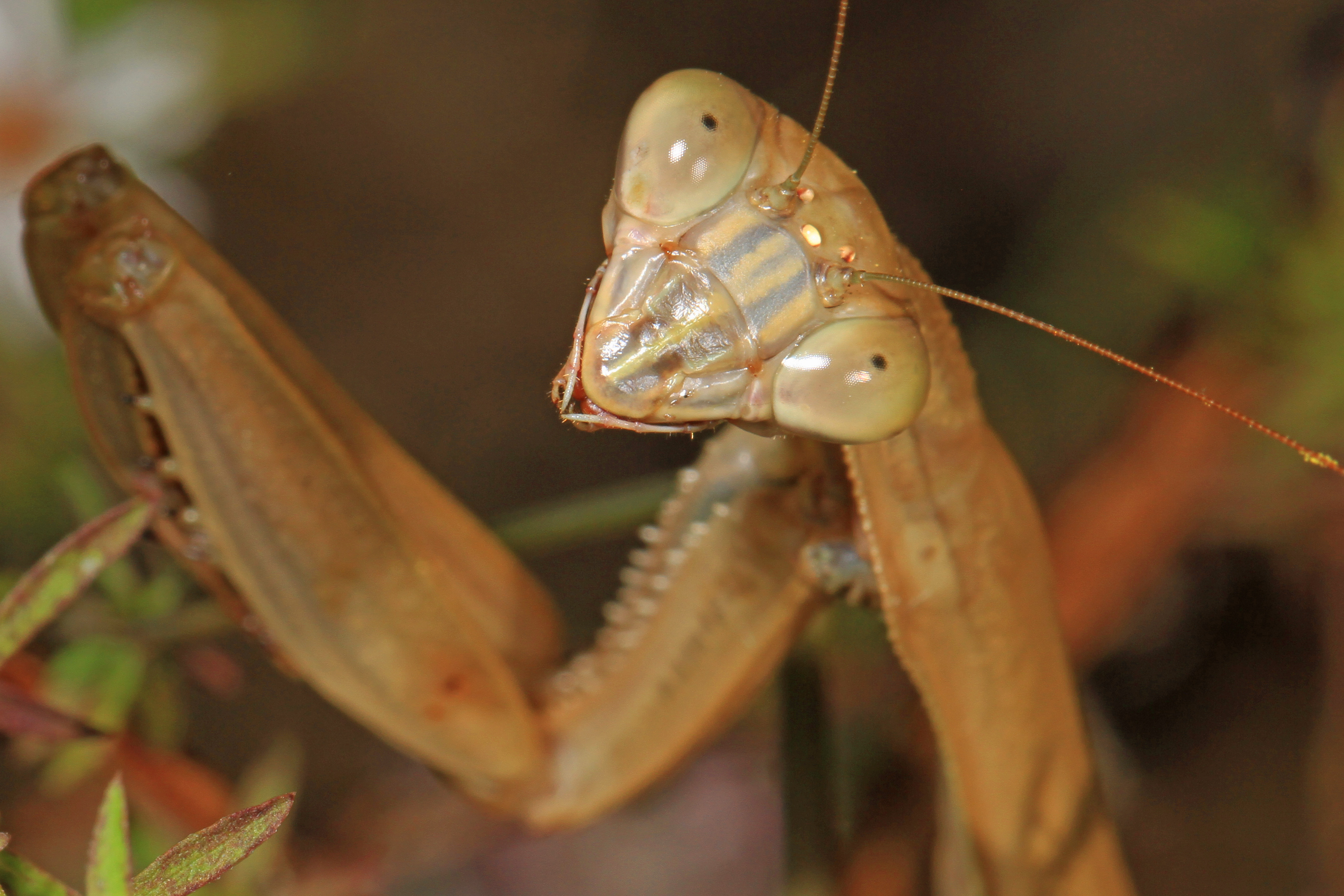
Die Große Chinesen-Mantis (Tenodera sinensis) wird zusammen mit anderen im Verbreitungsgebiet von Stagmomantis carolina eingeführten Fangschrecken als Bestandsbedrohung der Art gesehen.

Stagmomantis carolina ist in ihrem Habitat aufgrund ihrer Anpassungsfähigkeit häufig und deshalb nicht gefährdet und wird somit hinsichtlich ihres Gefährdungsstatus von der IUCN als nicht gefährdet („least concern“) eingeordnet. Allerdings wird die Art zunehmend durch andere eingeführte Fangschrecken, darunter die Europäische Gottesanbeterin (Mantis religiosa), die Große Chinesen-Mantis (Tenodera sinensis) und Tenodera angustipennis verdrängt. Diese Fangschreckenarten wurden zwecks der biologischen Schädlingsbekämpfung eingeführt und noch heute werden Ootheken oder geschlüpfte Tiere dieser Arten für diesen Zweck verkauft, was die Ausbreitung der recht anpassungsfähigen Neozoen begünstigt, zumal diese oftmals die gleichen Lebensräume wie Stagmomantis carolina bevorzugen. Dadurch wird das Nahrungsangebot knapper, was auch daran liegt, dass die Reproduktionsrate der anderen Fangschreckenarten, bedingt durch die höhere Anzahl an Eiern in deren Ootheken, höher ausfällt als jene vergleichsweise geringe von Stagmomantis carolina. Die eingeführten Fangschrecken erreichen darüber hinaus im Regelfall eine größere Körperlänge und sind kräftiger gebaut, womit diese auch als Prädatoren von Stagmomantis carolina in Erscheinung treten.

## Lebensweise

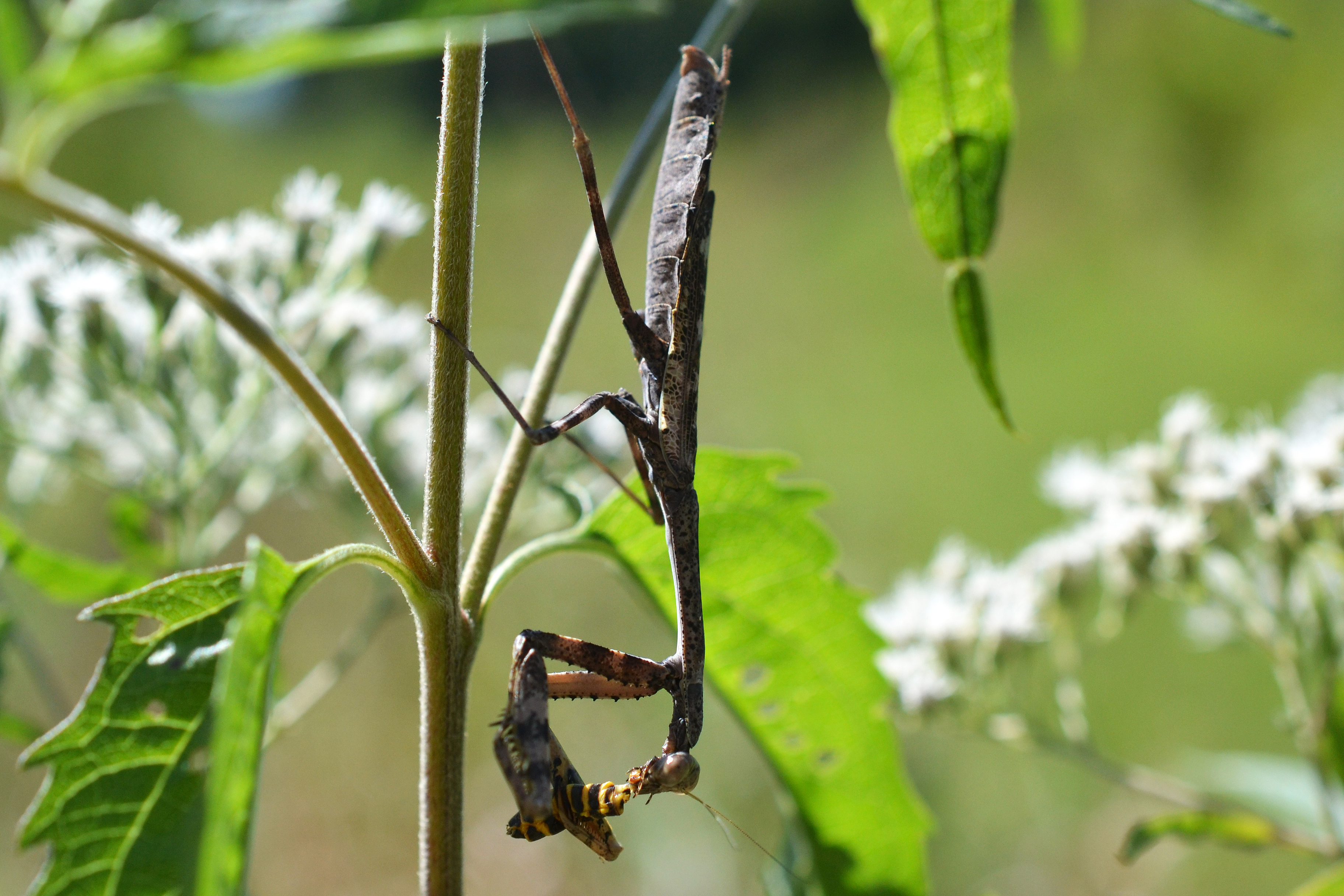
Weibchen mit Beute

Stagmomantis carolina ist wie viele Fangschrecken ein Lauerjäger, der sich in seinem Habitat die meiste Zeit über reglos verhält und somit durch die Tarnung überwiegend unbemerkt bleibt. Auch diese Art fängt geeignete Beutetiere, überwiegend andere Gliederfüßer in passender Größe. Sie werden mit den bedornten Fangarmen blitzschnell ergriffen und anschließend verzehrt.

### Fortpflanzung

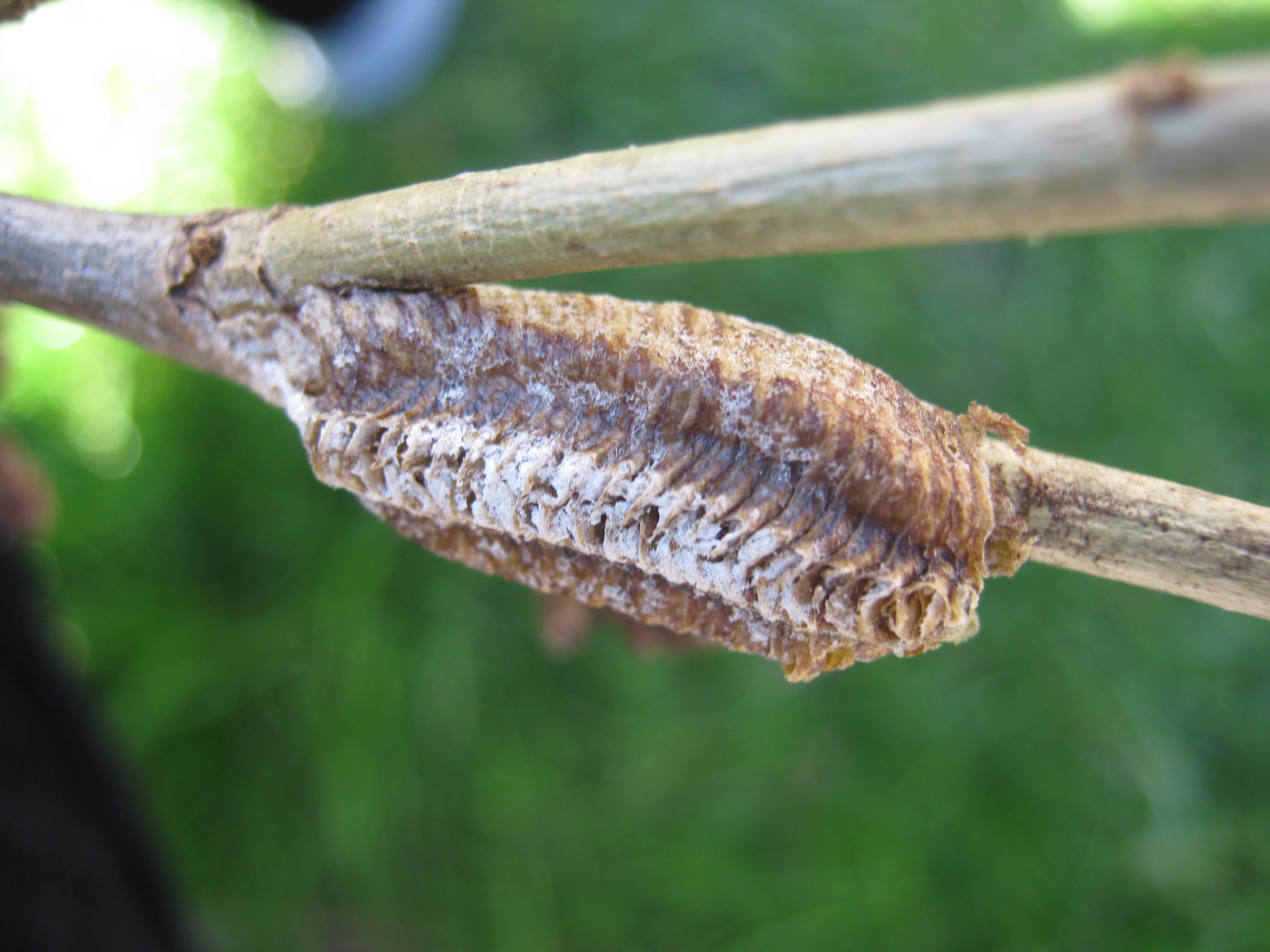
Oothek von Stagmomantis carolina

Adulte Exemplare von Stagmomantis carolina sind im Spätsommer anzutreffen. Ebenso werden hier die flugfähigen Männchen von den Weibchen mithilfe arteigener Pheromone angelockt, die Männchen suchen bevorzugt in den Abendstunden Geschlechtspartner auf. Auch hier kann das Weibchen wie bei vielen Fangschrecken während der Paarung ein kannibalistisches Verhalten zeigen, wobei dies jedoch in freier Natur deutlich seltener vorkommt als oftmals angenommen. Im Herbst (vorzugsweise in den Monaten September und Oktober) legt das Weibchen mehrere Ootheken ab. Es genügt eine einzige Paarung, um alle anschließend abgelegten Ootheken zu befruchten. Die Ootheken können jeweils 20 bis 40 Eier enthalten, womit deren Anzahl an Eiern verglichen mit der der Ootheken vieler anderer Fangschreckenarten gering ausfällt. Die Jungtiere schlüpfen im subtropischen Klima oder bei Haltung bei Zimmertemperatur sechs bis acht Wochen nach der Ablage der jeweiligen Oothek. In den gemäßigten Klimazonen, z. B. in den nördlichen Vereinigten Staaten, überleben nur die Ootheken den Winter und die Jungtiere schlüpfen jeweils im Frühling. Die Art ist daher überwiegend univoltin, das heißt, es gibt pro Jahr nur eine Generation.

## Systematik
Die Erstbeschreibung von Stagmomantis carolina erfolgte 1763 durch Roland Johansson unter dem wissenschaftlichen Namen Gryllus carolinus später erhielt sie von verschiedenen Autoren mehrere weitere Synonyme und wurde schließlich zur Gattung Stagmomantis gestellt.

## Galerie

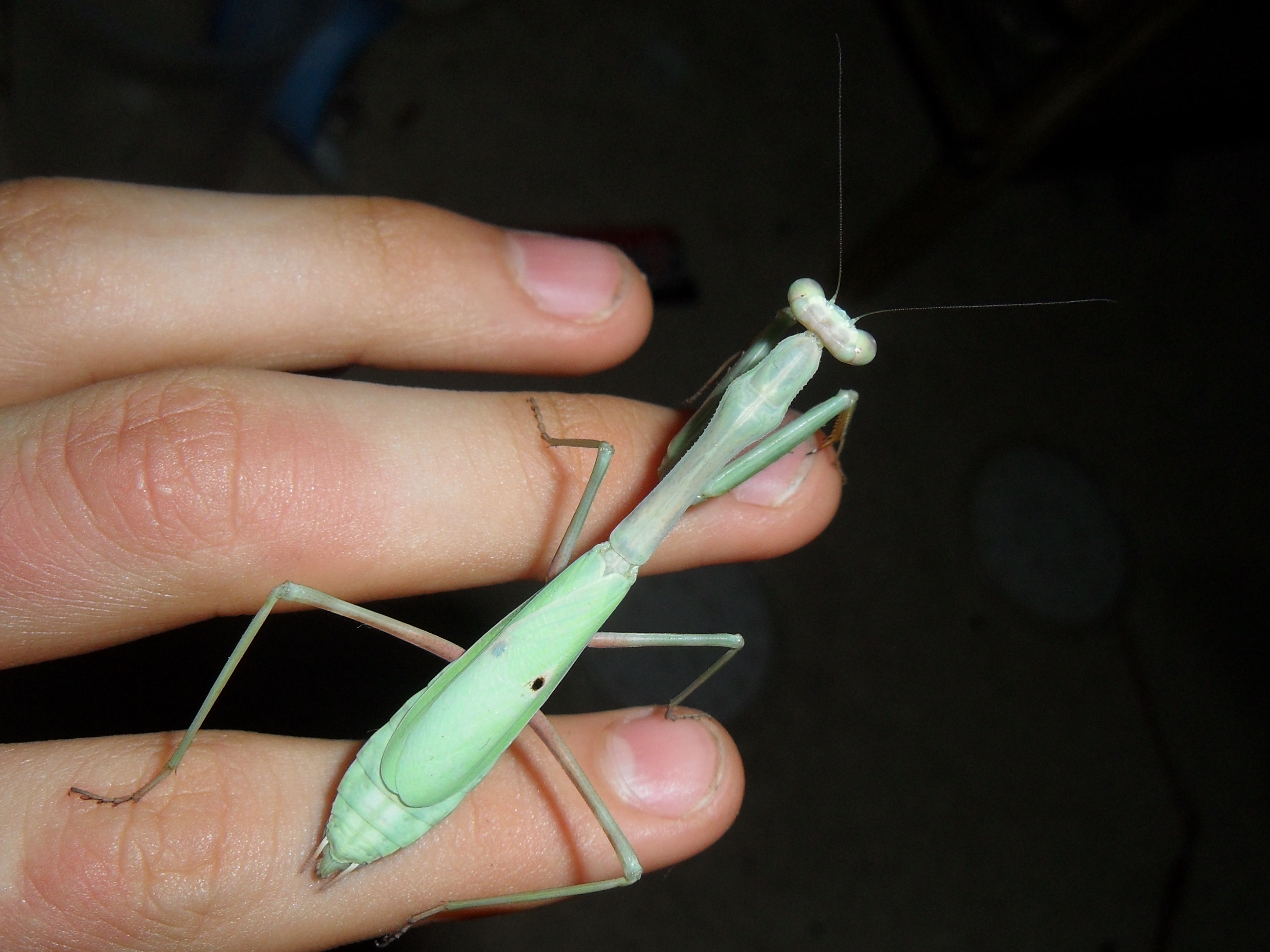
Draufsicht eines Weibchens
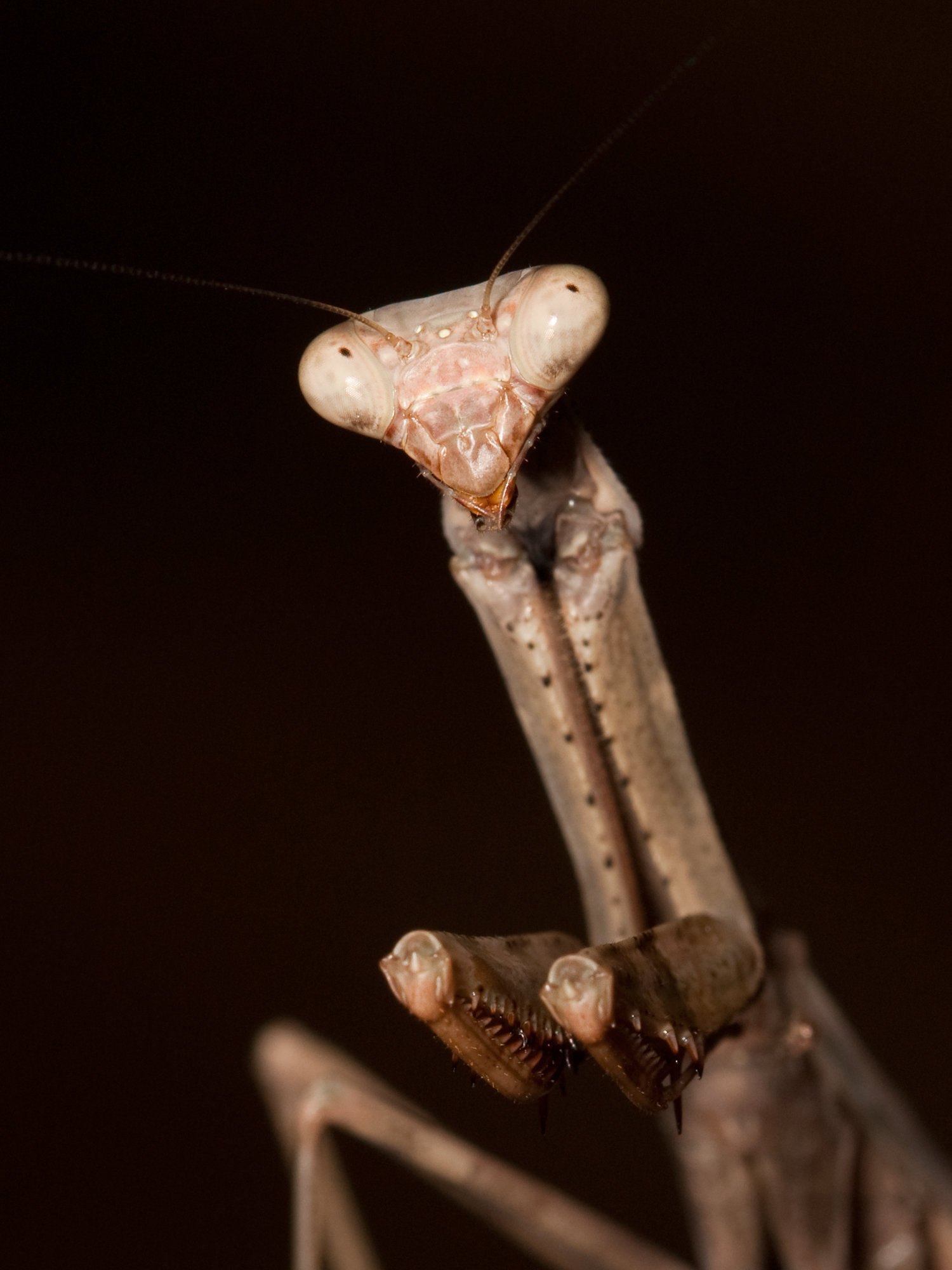
Frontalansicht eines Weibchens
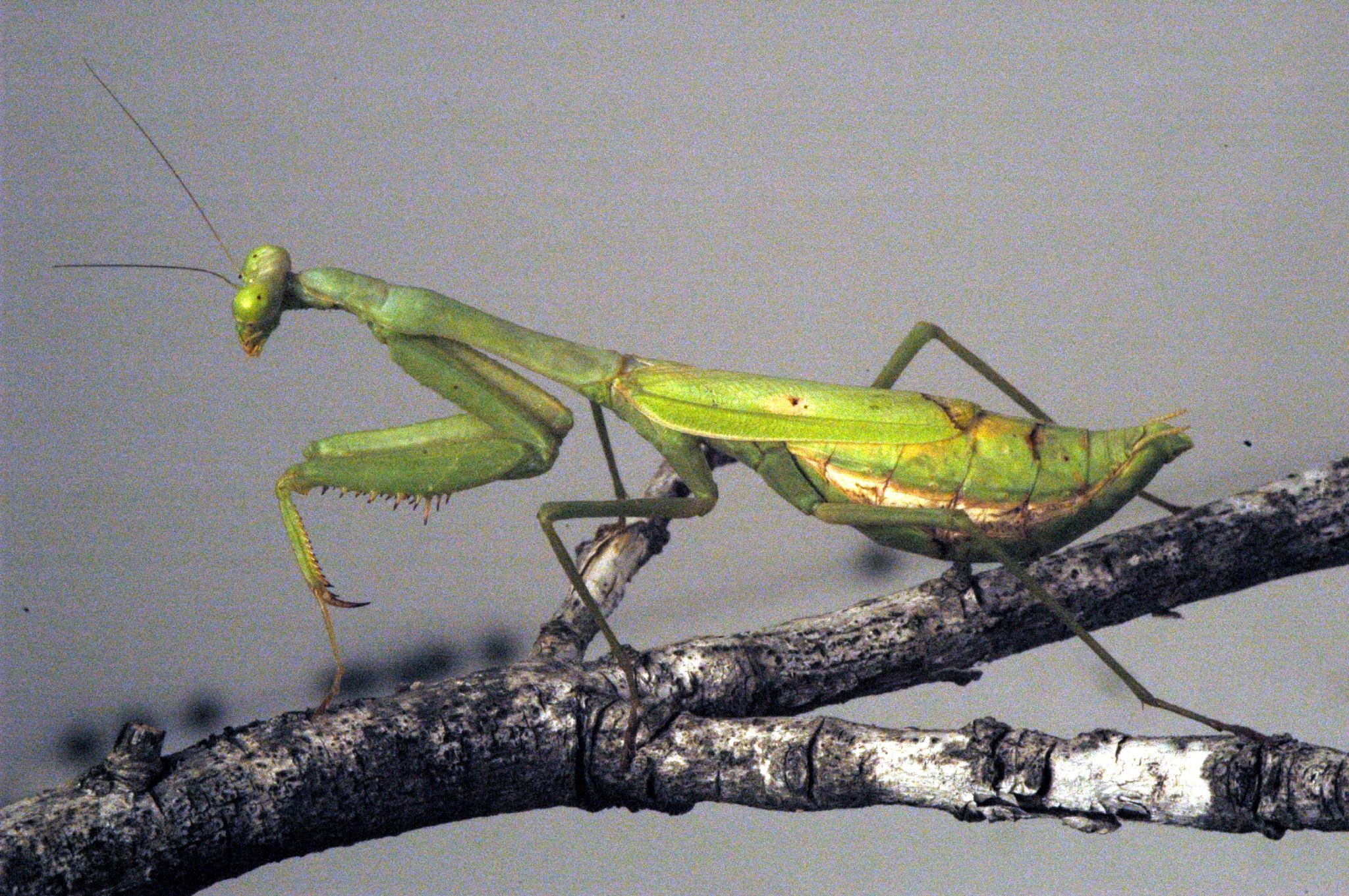
Lateralsicht eines Weibchens
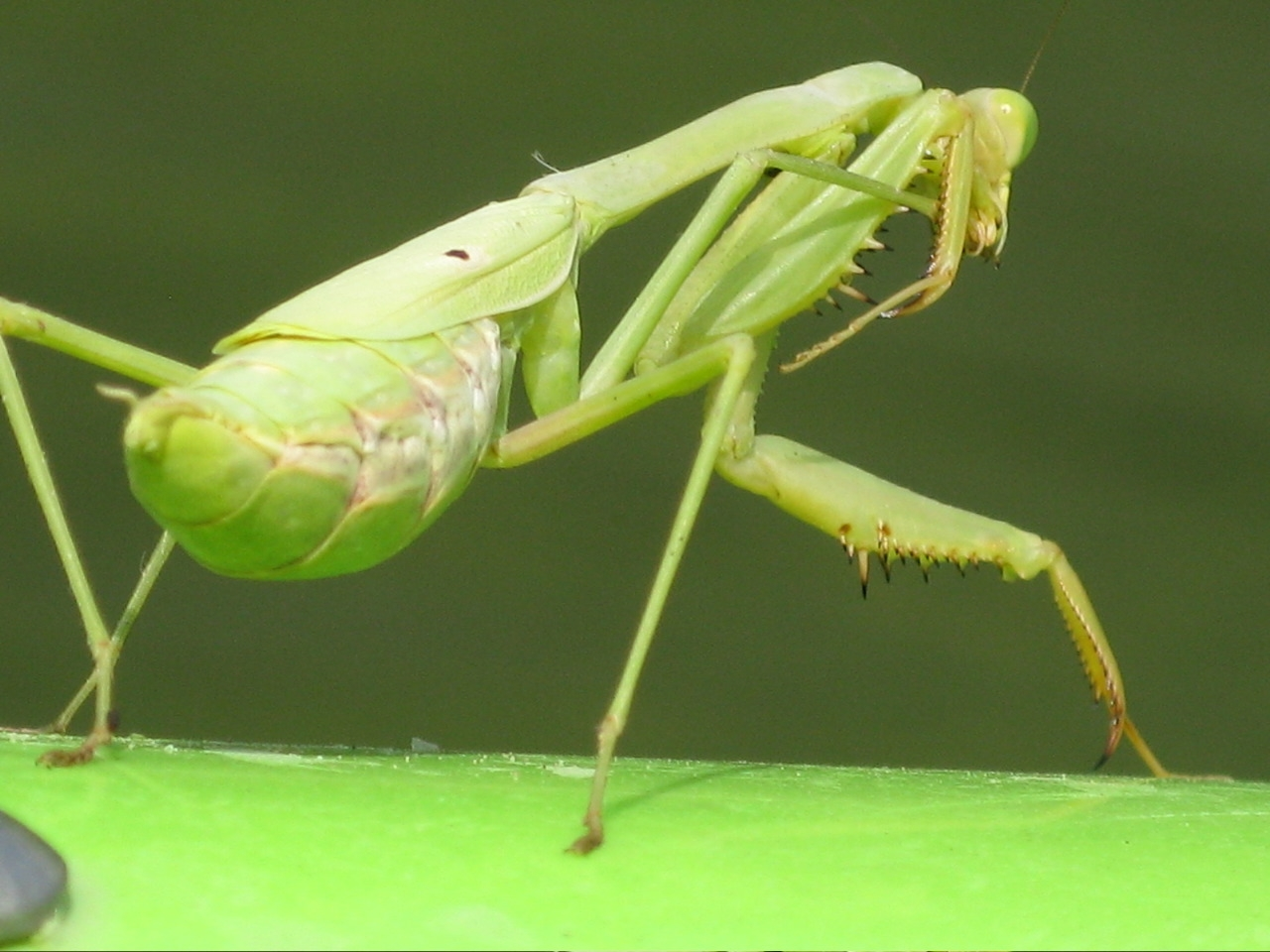
Rückansicht eines Weibchens
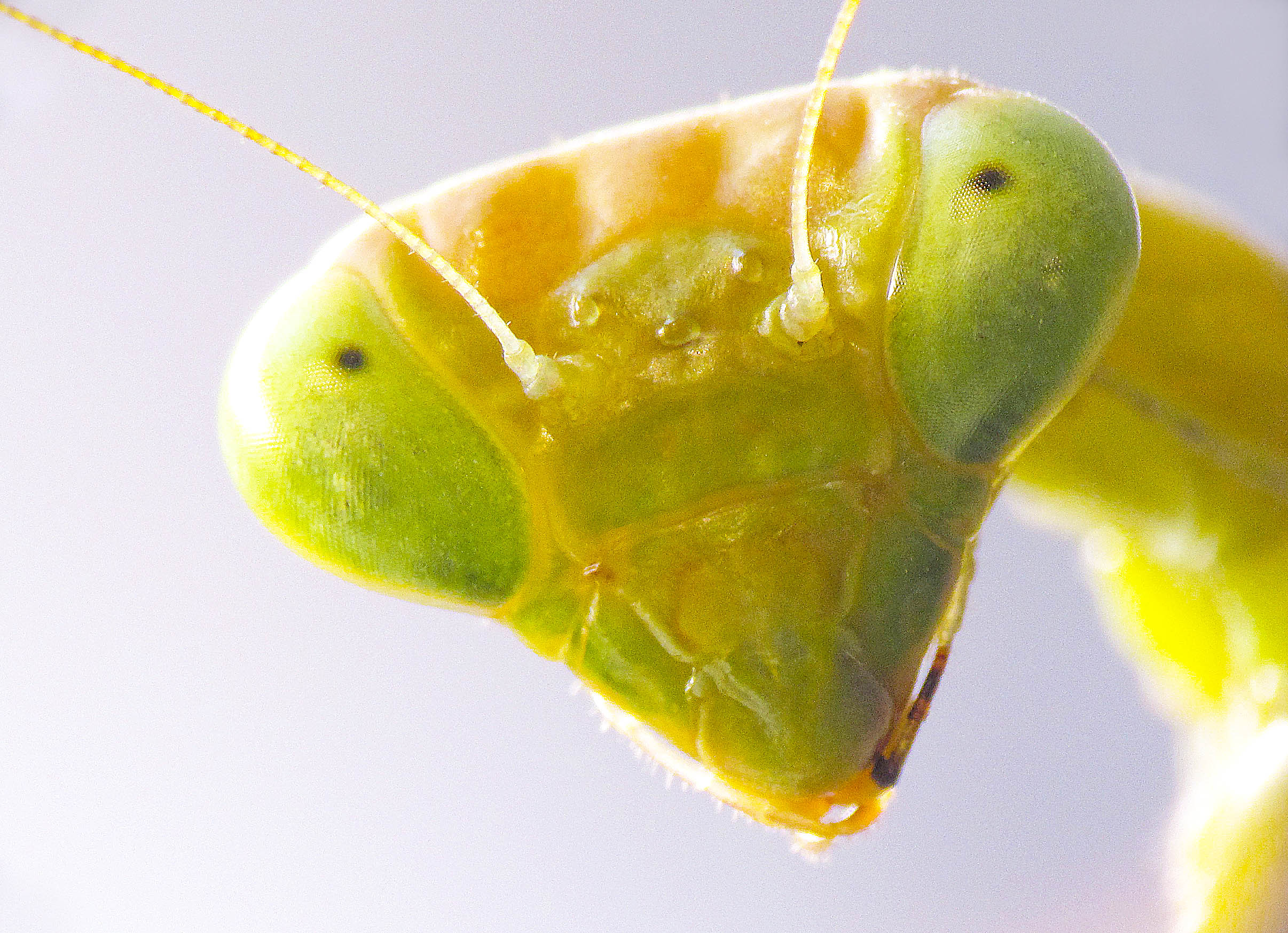
Kopf eines Weibchens
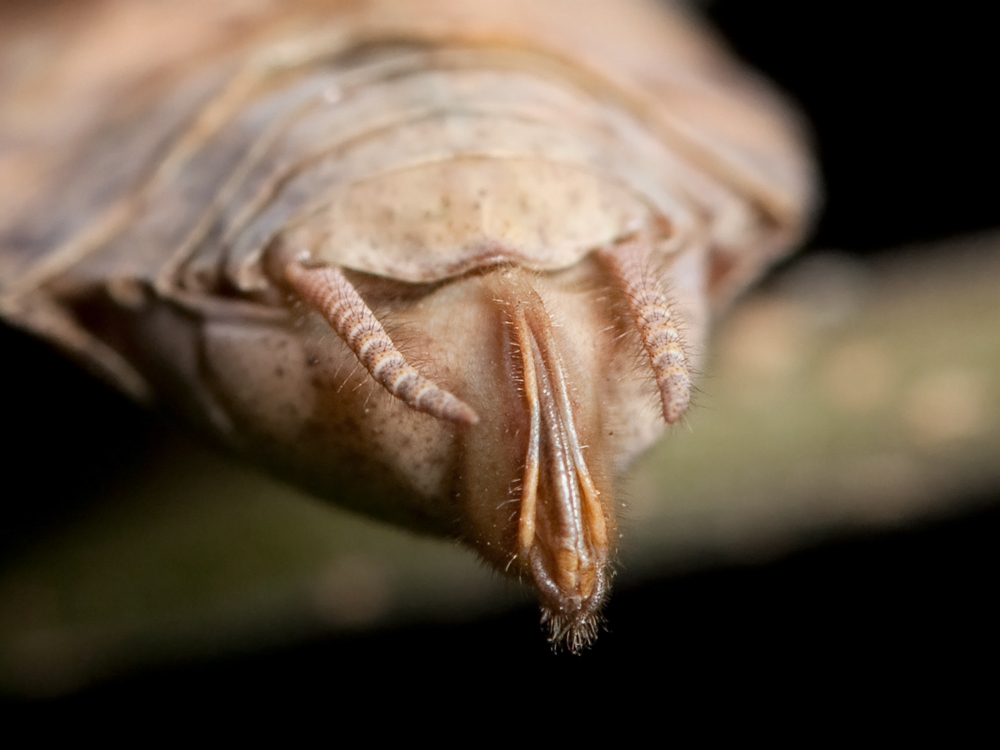
Ovipositor eines Weibchens
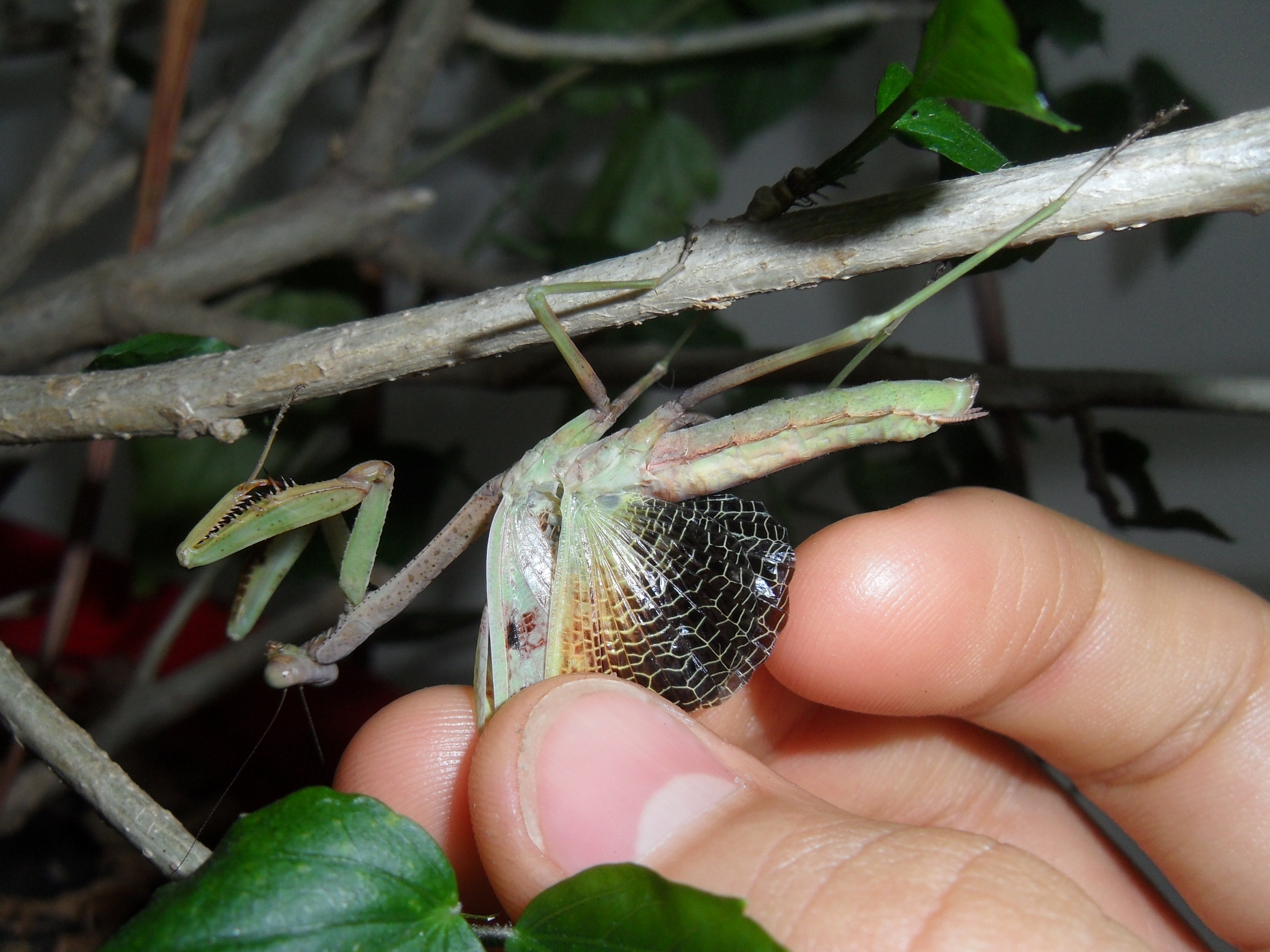
Die zwecks der Drohgebärde schwarz gefärbte Unterseite der Hinterflügel eines ausgewachsenen Weibchens
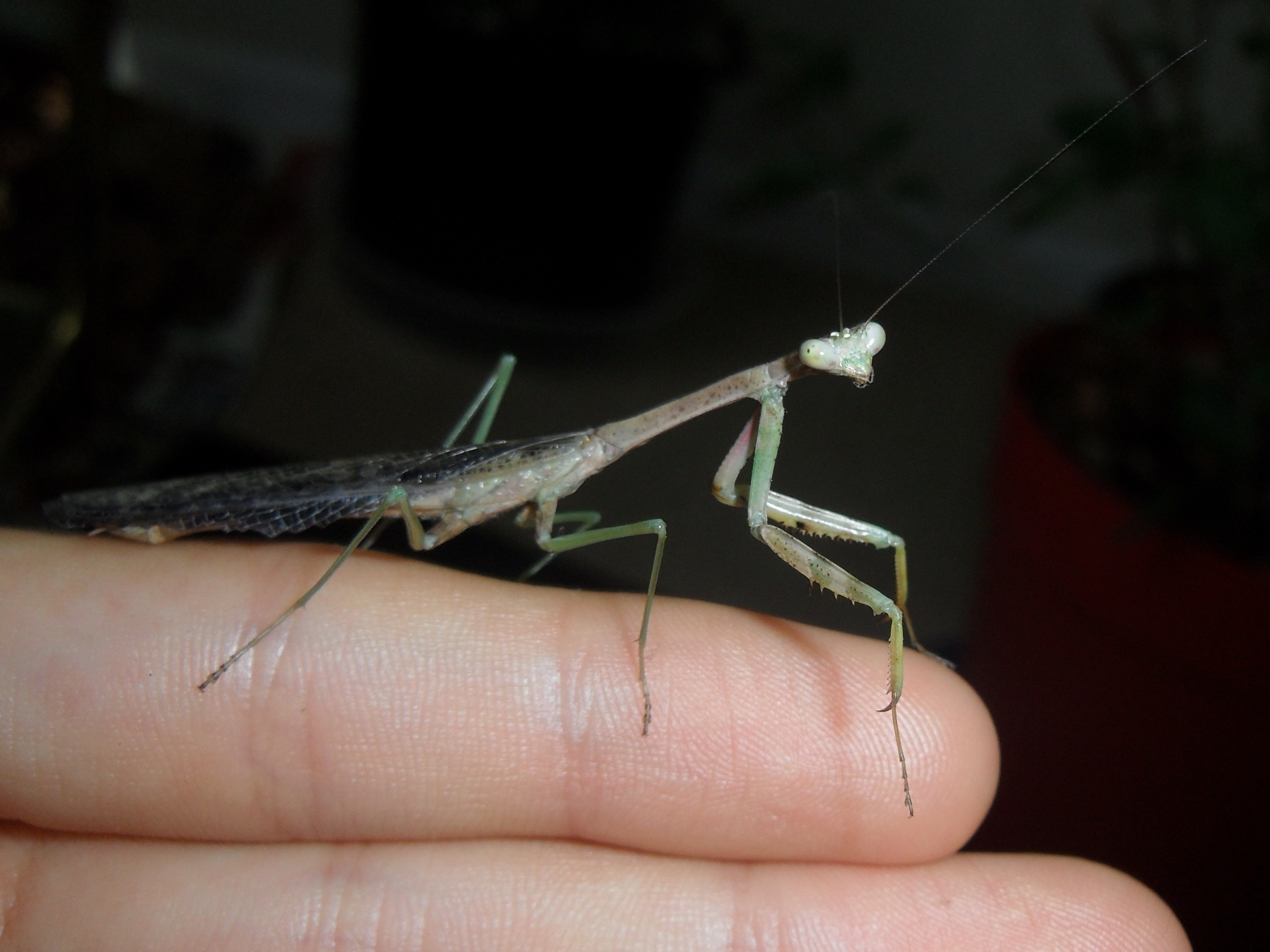
Lateralsicht eines Männchens
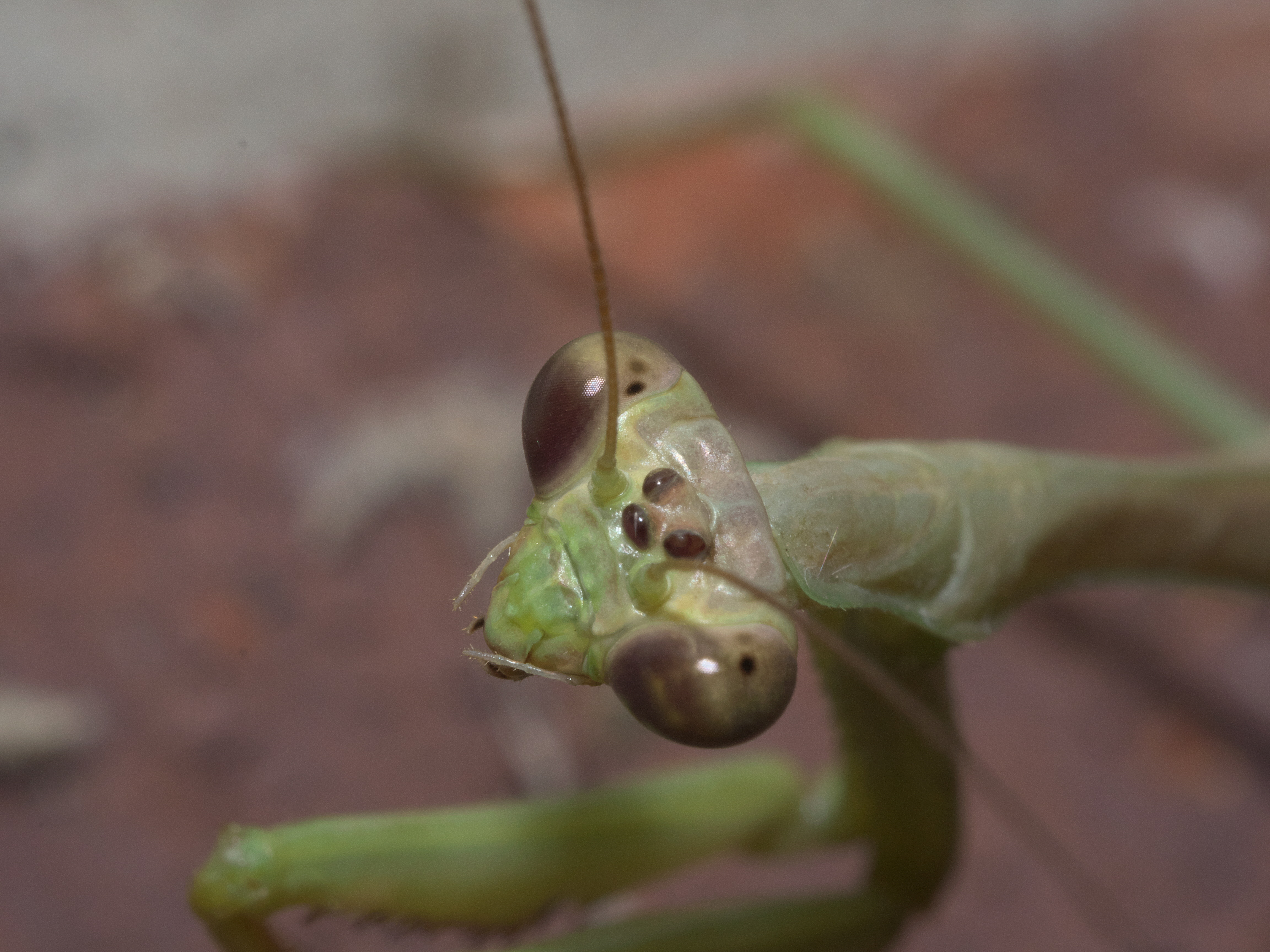
Kopf eines Männchens
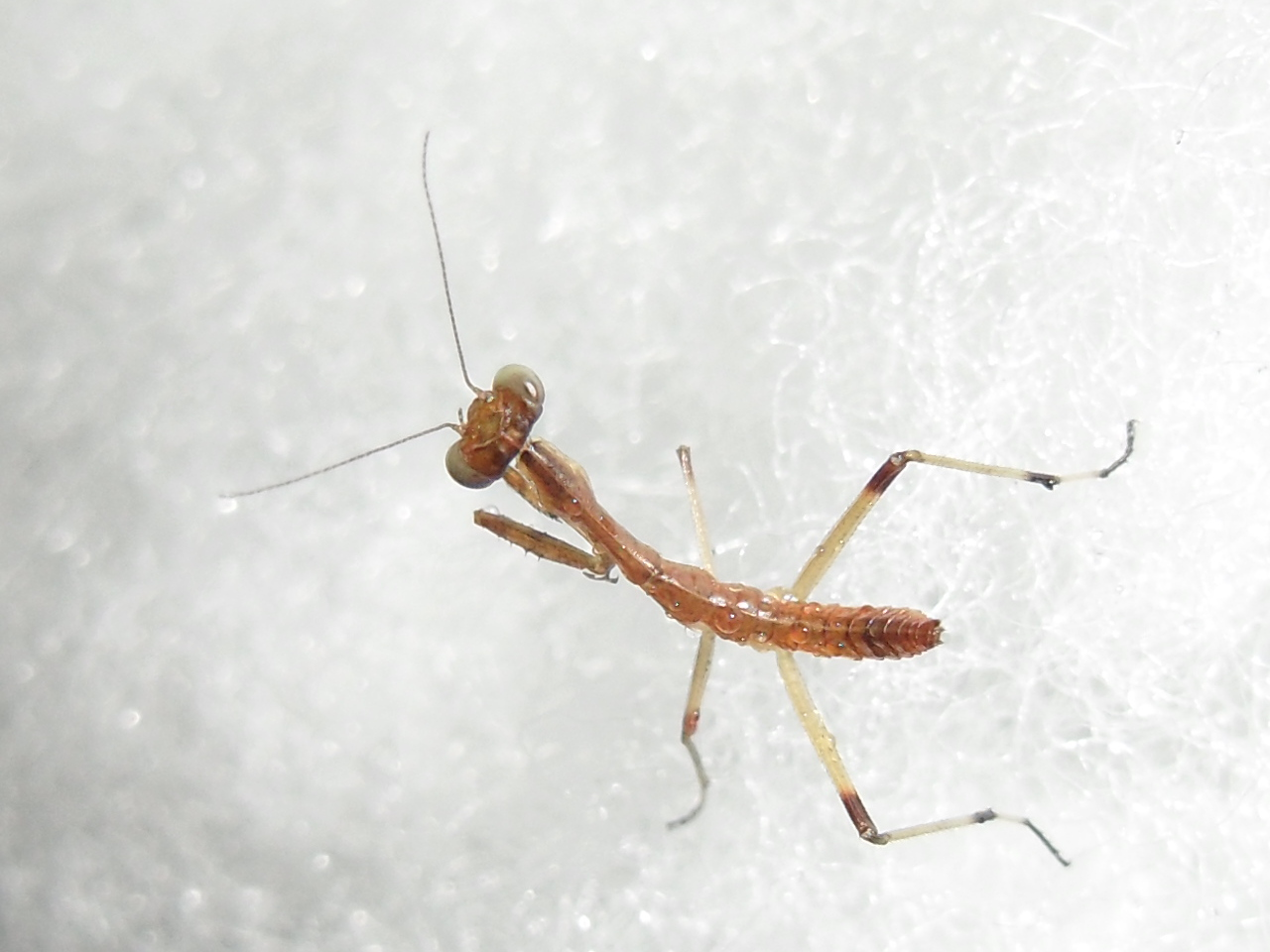
Larve
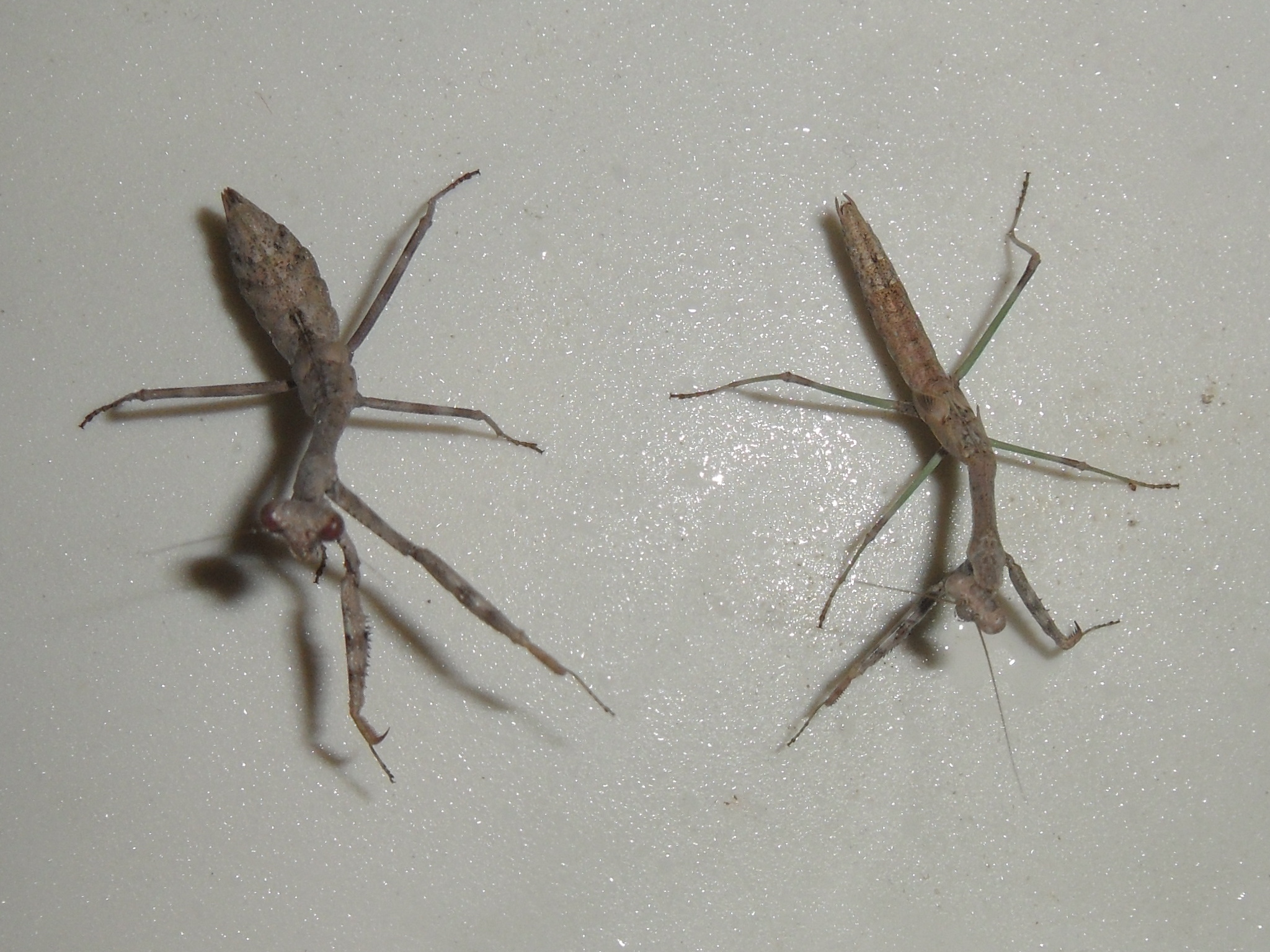
Subadultes Männchen (rechts) und Weibchen (links)
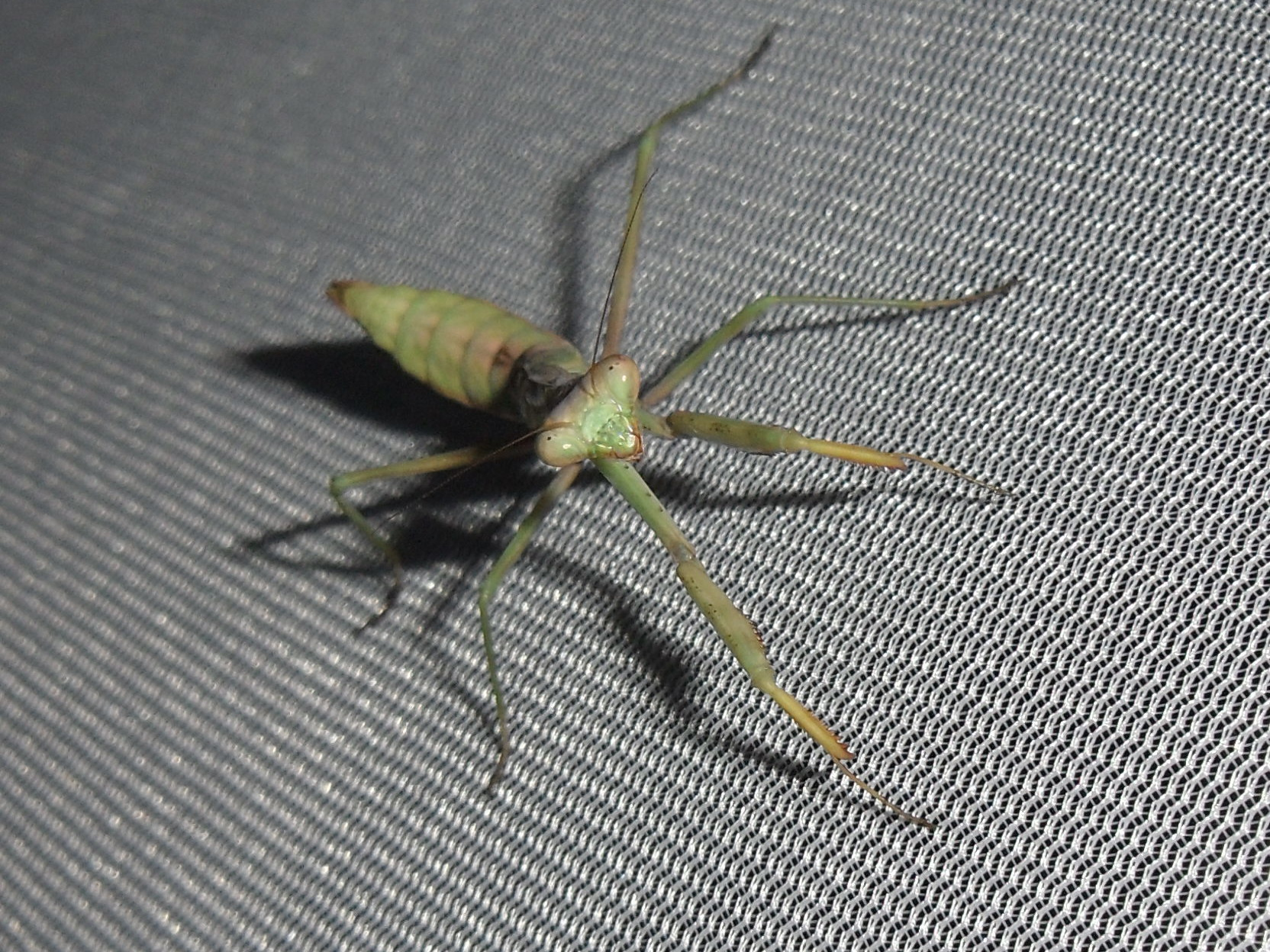
Frontalansicht eines subadulten Weibchens
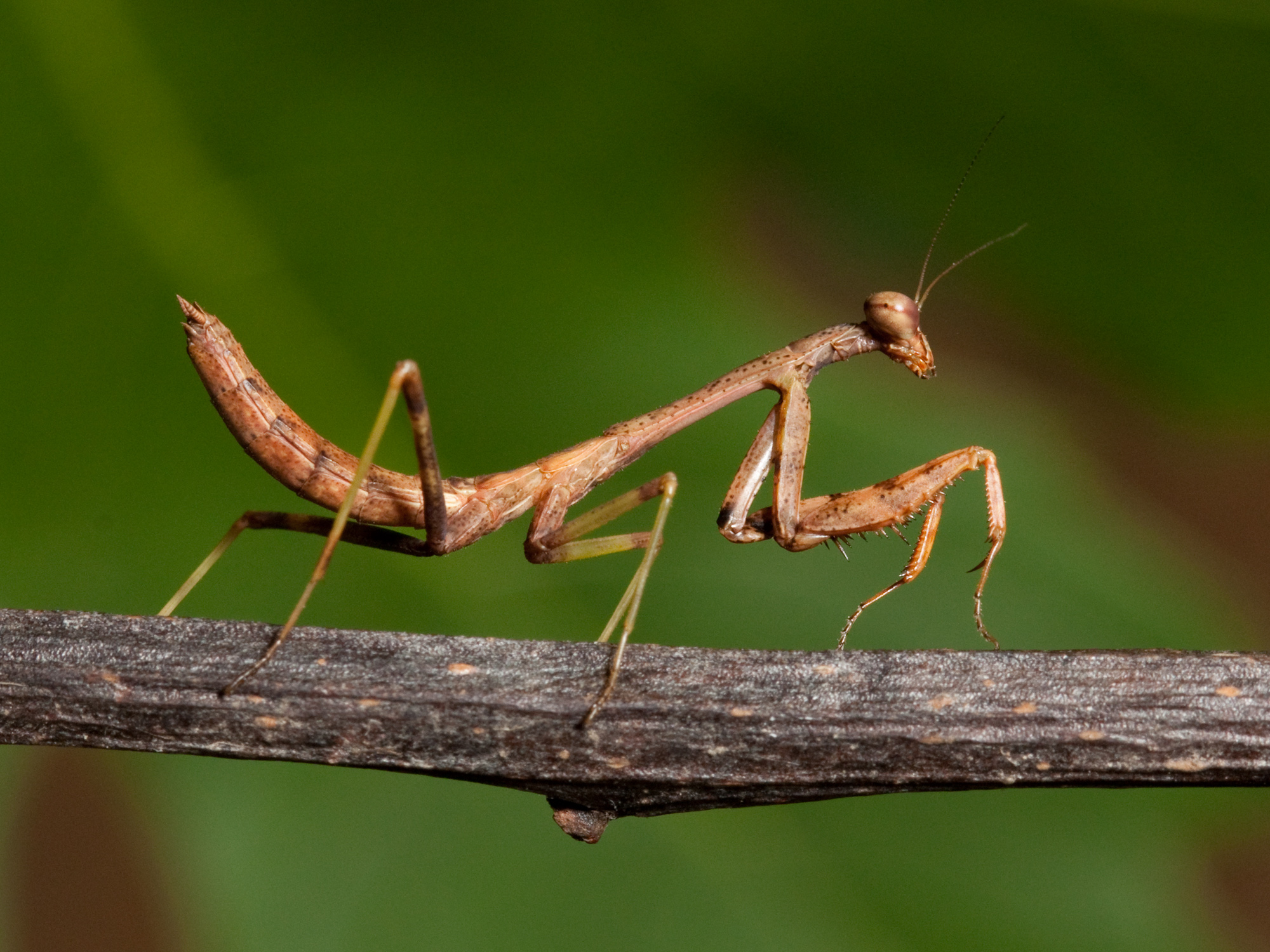
Lateralsicht eines subadulten Weibchens
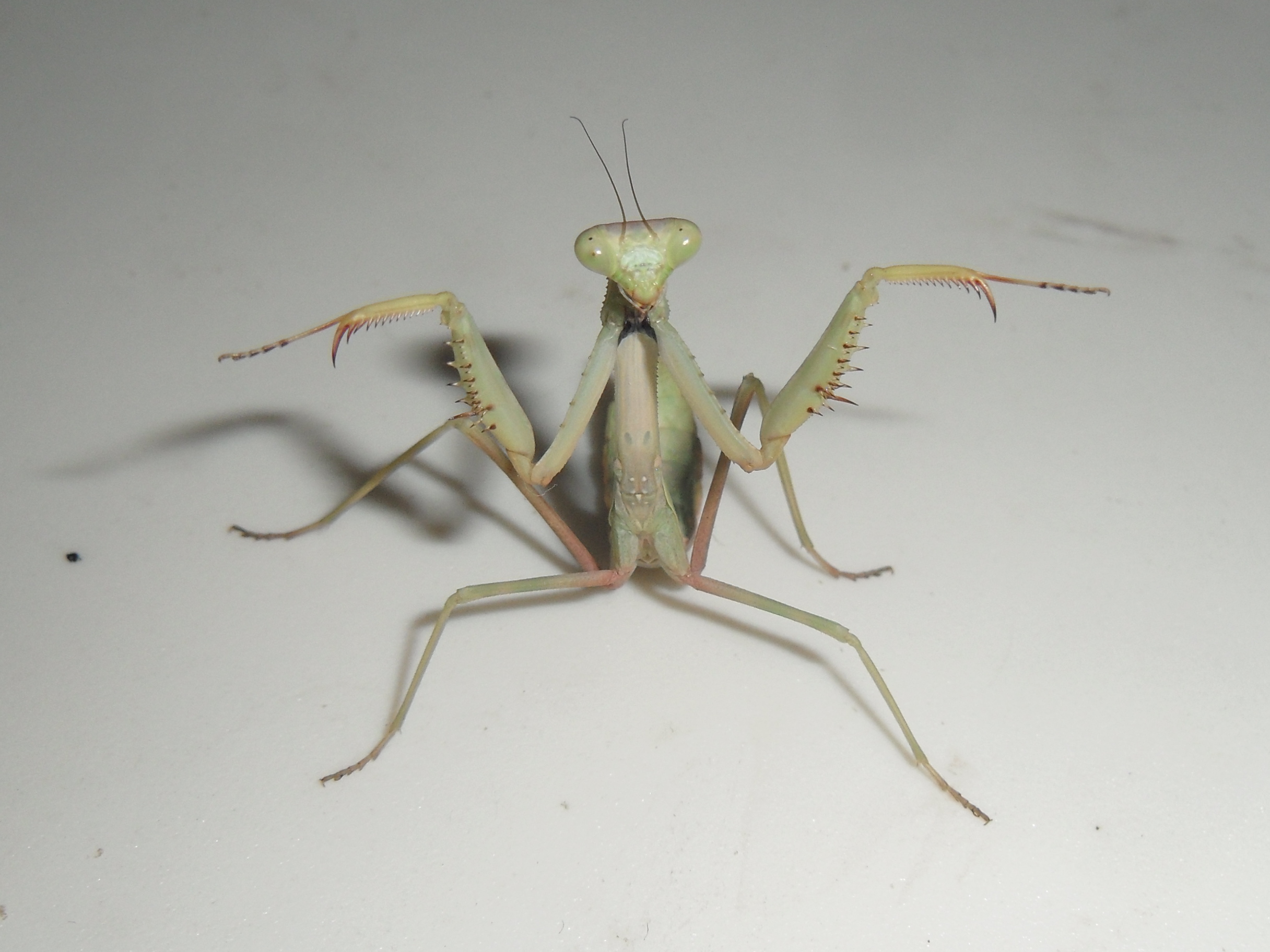
Drohgebärde eines subadulten Weibchens